# Briefmarken-Jahrgang 1963 der Deutschen Bundespost

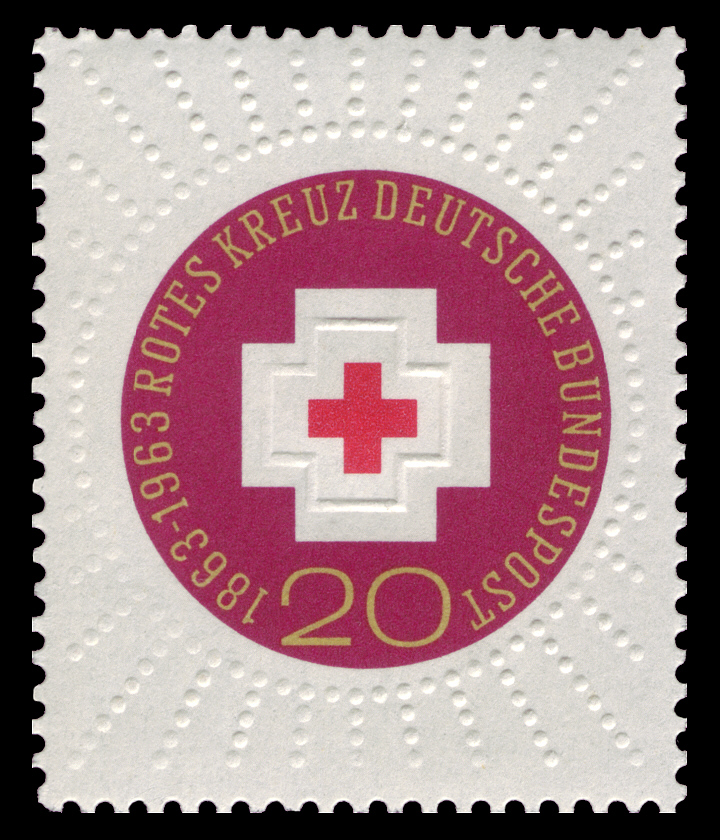
„100 Jahre Internationales Rotes Kreuz“ im Prägedruck.

Der Briefmarken-Jahrgang 1963 der Deutschen Bundespost umfasste 22 Sondermarken, Dauermarken wurden in diesem Jahr keine herausgegeben.
Die Ausgabe zum Gedenken an „100 Jahre Internationales Rotes Kreuz“ ist eine der wenigen deutschen Briefmarken im Prägedruck.

## Liste der Ausgaben und Motive
Legende
- Bild: Eine bearbeitete Abbildung der genannten Marke. Das Verhältnis der Größe der Briefmarken zueinander ist in diesem Artikel annähernd maßstabsgerecht dargestellt. Sollten keine Marken abgebildet sein, liegt es daran, dass das Urheberrecht des Künstlers noch nicht erloschen ist.
- Beschreibung: Eine Kurzbeschreibung des Motivs und/oder des Ausgabegrundes. Bei ausgegebenen Serien oder Blocks werden die zusammengehörigen Beschreibungen mit einer Markierung versehen eingerückt.
- Wert: Der Frankaturwert der einzelnen Marke in Pfennig. Ein „+“ bedeutet, dass es sich um eine Zuschlagsmarke handelt (= Frankaturwert + Spende).
- Ausgabedatum: Das Datum des erstmaligen Verkaufs dieser Briefmarke.
- Gültig bis: Das Datum, an dem die Gültigkeit endete.
- Auflage: Soweit bekannt, wird hier die zum Verkauf angebotene Anzahl dieser Ausgabe angegeben.
- Entwurf: Soweit bekannt, wird hier angegeben, von wem der Entwurf dieser Marke stammt.
- Mi.-Nr.: Diese Briefmarke wird im Michel-Katalog unter der entsprechenden Nummer gelistet.

| Sondermarken | |                  |                       |                   |             |                   |       |
| Bild         | Beschreibung | Werte in Pfennig | Ausgabe- datum (1963) | gültig bis        | Auflage     | Entwurf           | MiNr. |
|              | Hilfeleistungen der Organisationen CRALOG und CARE Übergabe eines Geschenkpaketes | 20               | 9. Februar            | 31. Dezember 1964 | 20.000.000  | Eduard Ege        | 390   |
|              | Misereor Stilisierte Kornähren, Samenkörner, Kreuz und Inschrift vor Weltkugel | 20               | 27. Februar           | 31. Dezember 1964 | 20.000.000  | Bert Jäger        | 391   |
|              | Briefmarkenausstellung Flora und Philatelie und IGA 63 in Hamburg - Schachbrettblume (Fritillaria meleagris - Liliaceae) | 10               | 26. April             | 31. Dezember 1964 | 30.000.000  | Otto Rohse        | 392   |
|              | - Gelber Frauenschuh (Cypripedium calceolosus - Orchidaceae) | 15               | 26. April             | 31. Dezember 1964 | 30.000.000  | Otto Rohse        | 393   |
|              | - Gemeine Akelei (Aquilegia vulgaris - Ranunculaceae) | 20               | 26. April             | 31. Dezember 1964 | 20.000.000  | Otto Rohse        | 394   |
|              | - Stranddistel (Eryngium maritimum - Umbelliferae) | 40               | 26. April             | 31. Dezember 1964 | 20.000.000  | Otto Rohse        | 395   |
|              | 400 Jahre Heidelberger Katechismus Inschrift auf Ornament-Hintergrund | 20               | 2. Mai                | 31. Dezember 1964 | 20.000.000  | Müller            | 396   |
|              | Gedenkstätte Regina Martyrum Kreuz von Golgota mit verdunkeltem Himmelsgestirn | 10               | 4. Mai                | 31. Dezember 1964 | 20.000.000  | Otto Rohse        | 397   |
|              | 100. Jahrestag der 1. Internationalen Postkonferenz Paris 1863 Vereinfachte Wappen der an der Konferenz beteiligten Länder (v. l. n. r.): 1. Reihe: Österreich, Belgien, Costa Rica, Dänemark. 2. Reihe: Ecuador, Spanien, Vereinigte Staaten, Frankreich, Großbritannien. 3. Reihe: Italien, Niederlande, Portugal, Preußen, Schweiz. 4. Reihe: Hawaii, Bremen, Hamburg, Lübeck. | 40               | 7. Mai                | 31. Dezember 1964 | 20.000.000  | Eduard Ege        | 398   |
|              | Einweihung der Vogelfluglinie - die kürzeste Verbindung zwischen Deutschland und Kopenhagen Stilisierte Vogeldarstellung, Landkarte mit eingezeichneter Vogelfluglinie, Flaggen von Dänemark und Deutschland; Gemeinschaftsausgabe mit Dänemark | 20               | 14. Mai               | 31. Dezember 1964 | 30.000.000  | Karl Oskar Blase  | 399   |
|              | 100 Jahre Internationales Rotes Kreuz Rotes Kreuz mit Inschrift im Strahlenkranz | 20               | 24. Mai               | 31. Dezember 1964 | 30.000.000  | Hermann Bentele   | 400   |
|              | Für die Jugend: Heimische Vogelwelt - Wiedehopf (Upupa epops - Upupidae) | 10+5             | 12. Juni              | 31. Dezember 1964 | 6.350.000   | Heinz Schillinger | 401   |
|              | - Pirol (Oriolus oriolus - Oriolidae) | 15+5             | 12. Juni              | 31. Dezember 1964 | 6.310.000   | Heinz Schillinger | 402   |
|              | - Gimpel (Pyrrhula pyrrhula - Fringillidae) | 20+10            | 12. Juni              | 31. Dezember 1964 | 6.300.000   | Heinz Schillinger | 403   |
|              | - Eisvogel (Alcedo atthis - Alcedinidae) | 40+20            | 12. Juni              | 31. Dezember 1964 | 5.440.000   | Heinz Schillinger | 404   |
|              | 11. Deutscher Evangelischer Kirchentag Jerusalemkreuz in einer aus Stacheldraht gewundenen Dornenkrone | 20               | 24. Juli              | 31. Dezember 1965 | 20.000.000  | Rau               | 405   |
|              | Europamarken - Buchstaben CEPT im Ornament | 15               | 14. September         | 31. Dezember 1965 | 30.000.000  | Holm              | 406   |
|              | - Buchstaben CEPT im Ornament | 20               | 14. September         | 31. Dezember 1965 | 110.000.000 | Holm              | 407   |
|              | Wohlfahrtsmarken: Der Wolf und die sieben jungen Geißlein Märchen der Brüder Grimm - Die Mutter verlässt das Haus | 10+5             | 23. September         | 31. Dezember 1965 | 13.934.000  | Holger Börnsen    | 408   |
|              | - Der Wolf will ins Haus | 15+5             | 23. September         | 31. Dezember 1965 | 14.861.000  | Holger Börnsen    | 409   |
|              | - Der Wolf frisst 6 der Geißlein, eines versteckt sich in der Standuhr | 20+10            | 23. September         | 31. Dezember 1965 | 16.614.000  | Holger Börnsen    | 410   |
|              | - Die Geißlein werden gerettet, der Wolf stürzt in den Brunnen | 40+20            | 23. September         | 31. Dezember 1965 | 8.191.000   | Holger Börnsen    | 411   |